# Şırnak
Şırnak (in curdo Şirnex‎) è una città della Turchia situata in Anatolia, capoluogo della provincia omonima.

## Storia
Şırnak, originariamente Noè, capoluogo della omonima provincia di Sirnak nel sud-est dell'Anatolia.
Sirnak, ha una storia molto antica. Testimonianze scritte risalgono al XVII secolo nei viaggi di Haji Khalifa, e secondo la narrazione storica risale al diluvio di Noè. Secondo queste voci, dopo il diluvio, Noè ed i suoi figli si sono stabiliti a Cizre per evitare la stagione calda e proprio a Sirnak avrebbero stabilito un pascolo d'estate.
È stato affermato che i resti dell'Arca di Noè siano sul vicino monte Cudi nel nord, 'Sehr-i Nuh' stabilito in base al nome, prima di "Şerneh" e negli anni successivi "Kürdar Sirnak". 
Sirnak, ha ospitato nel tempo eventi molto importanti, si presume che qui si possa collocare Guti (Qurti a) la capitale dell'impero "Bajarkard". Il nome del Monte Cudi in provincia dovrebbe infatti provenire da Guti